# Харины
 Харины  — деревня в Афанасьевском районе Кировской области в составе Ичетовкинского сельского поселения.

## География
Расположена на расстоянии менее 2 км на юг от райцентра поселка  Афанасьево.

## История
Известна с 1727 года как деревня Хариных с 2 дворами. В 1873 году здесь (Харинская или Иверинская, Шешуковская, Чюдьякорская) дворов 60 и жителей 542, в 1905 (Харины или Шудякор) 30 и 200, в 1926 (Харинская или Шудякорская) 19 и 77 (все коми-пермяки), в 1950 (Шудякор или Харинская) 29 и 86. Настоящее название утвердилось с 1998 года.  

## Население
Постоянное население составляло 90 человек (русские 98%) в 2002 году, 63 в 2010.